# АК-630

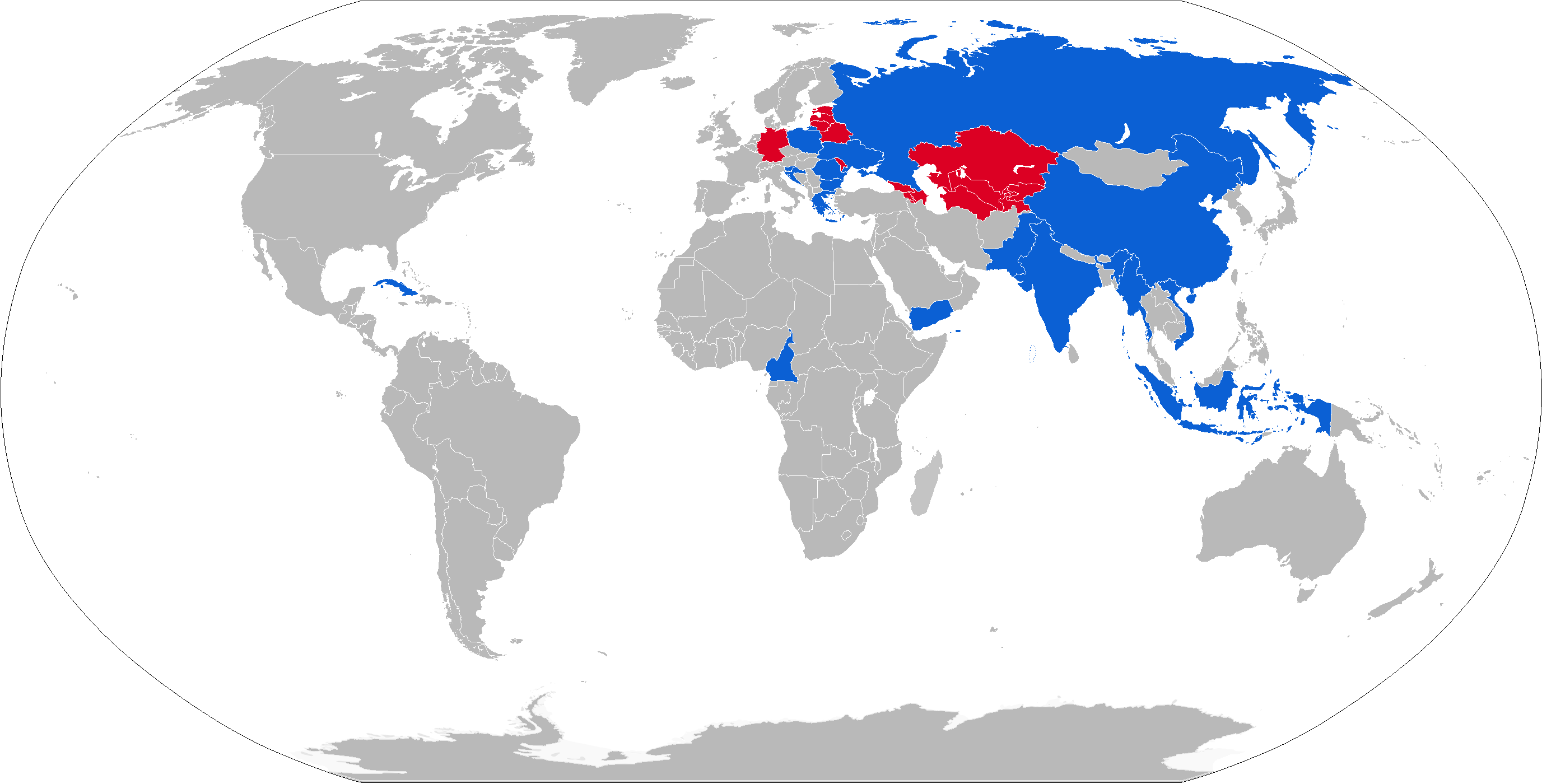
Країни-експлуатанти АК-630
Червоним показані колишні експлуатанти

АК-630 — радянська шестиствольна корабельна 30-мм зенітна автоматична артилерійська установка, призначена для перехоплення швидкісних протикорабельних ракет, які летять на малій висоті.

## Історія створення
Розробка зенітної артилерійської установки АК-630 розпочалась у 1963 році. Полігонні випробування проводились у 1972—1973 роках. Установка була прийнята на озброєння у 1976 році.

## Конструкція
АК-630 складається шестиствольного автомата «А-213» та пристрою управління стрільбою МР-123 «Вимпел».

### Гармати
Зенітний автомат АО-18 має блок зі шести стволів, які обертаються під дією порохових газів. Це дозволило реалізувати просту та надійну систему паралельного перезаряджання кожного зі стволів. Скорострільність — 5400 пострілів на хвилину.
Живлення автомата патронами здійснюється за допомогою сталевої стрічки. У початковому варіанті стрічка вкладалась у плоский магазин ємністю 2000 патронів. Наприкінці 70-х років для зменшення загальної маси установки система була модернізована. При цьому замість плоского магазина був установлений круглий такої ж ємності. Крім того, в барбеті був змонтований додатковий бункер на 1000 патронів.
Наведення на ціль здійснюється за допомогою електрогідравлічних приводів. У горизонтальній площині система може обертатись на 360°, вертикальне наведення можливе в межах від -12° до +87°.
Охолодження стволів АК-630 відбувається за допомогою замкнутої системи, в якій циркулює вода.

### Пристрій керування стрільбою
Управління стрільбою здійснюється дистанційно за допомогою системи МР-123 «Вимпел». Її РЛС може також використовуватись як РЛС загального спостереження. Система дозволяє керувати вогнем двох 30-мм або 30-мм і 57-мм установок одночасно.
Після модернізації наприкінці 70-х років система «Вимпел» могла керувати вогнем 30-мм та 76-мм установок.
У випадку виходу РЛС з ладу або при стрільбі по плаваючих мінах чи берегових цілях можна використовувати виносний пульт дистанційного управління з оптичним прицілом.

### Боєприпаси
Боєкомплект АК-630 складається із осколково-фугасно-запалювальних снарядів ОФ-84 та осколково-трасуючих снарядів ОР-84 масою 0,39 кг.

## Тактико-технічні характеристики
- Тип зброї: 6-ствольна автоматична гармата
- Калібр — 6х30-мм
- Довжина ствола, калібрів — 54
- Скорострільність, пострілів / хв — 4000-5000
- Максимальний кут піднесення, град. — 88
- Швидкість наведення у вертикальній площині, град. / С — 50
- Швидкість наведення в горизонтальній площині, град. / С — 70
- Ефективна дальність стрільби, км — 4 (максимальна ефективність до 1 км), балістична 8,1 км
- Досяжність по висоті, м — 4000
- Тип снаряда — ОФ, ОТ
- Маса снаряда, кг — 0,39
- Кількість готових до стрільби пострілів — 2000
- Маса артустановки, т — 1,85

## Модифікації
- АК-630 — початковий варіант
- АК-630-М — модифікований варіант із круглим магазином

## Використання
Зенітні установки АК-630 розміщувались на кораблях ВМФ СРСР, а також постачались у близько 20 країн.
Запропоновано встановити на ракетні катери типу «Веспа».